# 江苏人民出版社
江苏人民出版社是中华人民共和国江苏省的一家地方综合性出版社，1953年1月1日由苏南人民出版社与苏北人民出版社合并而成，现为凤凰出版传媒集团成员。现在的ISBN代号为978-7-214。
出版有《畅销书摘》、《董事会》、《英语大课堂》三种期刊。较为出名的出版书籍有《拉贝日记》等。